# 呉叡人
呉叡人（ご・えいじん　英語：Wu, Rwei-ren，1962年－　繁体字:吳叡人）は台湾の桃園出身、国立台湾大学政治学大学院、シカゴ大学政治学博士，早稲田大学経済学部の副教授を歴任、現在は中央研究院台湾史研究所副研究員。。
専門分野は比較政治学（比較民族主義、帝国主義、植民地主義と族群政治）、政治理論（民主理論、民族主義、植民地主義、西洋政治思想史）、アジア民族主義研究、台湾政治史、台湾政治思想史、日本近現代政治史、日本近現代政治思想史である。

## 主義と主張
台湾の社会運動に長期にわたり参加し、野イチゴ運動
、反メディア運動、2014年3月のひまわり学生運動などに参画した。
香港人は一つの民族であるという香港民族論の執筆にもかかわり、想像の共同体の中国語版の翻訳を行った。
日本との関係については、著書「台湾、あるいは孤立無援の島の思想」の中で、台湾の防衛が沖縄県の在日米軍に依存している状況を「少数民族の共食い」と表現し、沖縄県の琉球独立論や自己決定権論に理解を示した。
ただし、その後の米中貿易戦争、米中冷戦の国際情勢の中、2021年4月の呉叡人、松島泰勝、深尾葉子、駒込武との対談の中で、自由で開かれたインド太平洋戦略に触れ、現実のパワーポリティクスをふまえた論も考えざるをえないという苦衷を表現した。
中国に対しては、日本に対してよりもさらに否定的であり、「香港の若者を見ていると、民主化運動をしていた自分の学生時代を思い出します」「今、香港の自由への闘いは台湾社会全体の意識を変えています。香港警察の暴力はとても見ていられない。」
「2014年初め、香港大学学生会の雑誌『学苑』の特集タイトルを見て驚きました。『香港民族　命運自決』だったのです。私の研究対象は歴史上のナショナリズムでしたが、これは、新たに生まれつつある香港ナショナリズムです。」「中国への幻想を諦めるべきです。『香港に真の一国二制度を』とよく言いますが、幻想です。中国は中央集権を志向する。分権につながる方向はありえない。」「日本の、特にリベラル派は中国に対する自前の理論、新たな論述を打ち出さなくては。…国際政治とは、難しい現実に直面し、選択を迫られるものなのです」と語った。
2019年-2020年香港民主化デモ後に、中国からの影響が拡大することを懸念し、香港からの亡命者に対し台湾で警戒感があることに対して、「台湾は過去に中国共産党の浸透度が高かったことがあり、それが台湾人の心にある種の恐怖感を生み出している」と述べた。(詳細は香港から台湾への移住者)
2022年1月、香港大公報によると、2021年に香港外国記者会、アムネスティ・インターナショナル香港、香港記者協会から人権記者賞を受賞した呉叡人を、「国家分裂罪」、「転覆国家政権罪」、「扇動意図罪」などで中華人民共和国香港特別行政区国家安全維持法に違反する発言をしたと指定した。11日には中央研究院がFacebookで「同意できない」と擁護する声明を掲載した。 台湾の学者が国家安全法に違反したとして名指しされたのは、この事件が初めてである。
2023年5月、沖縄の米軍基地負担の上に台湾の平和が成り立っている側面に触れ、「利己主義的」と述べた。その一方、台湾で自衛意識が高まっていることにも触れ台湾の立場もわかって欲しいと述べている。

## 著作

### 個人著作
- 『台湾、あるいは孤立無援の島の思想』（みすず書房, 2021）[11]
- 『フォルモサ・イデオロギー　台湾ナショナリズムの勃興1895-1945』(みすず書房、2023)

### 共同著作
- 『主權獨立的人間條件：台灣如何成為一個自由平等、團結永續的新國家？』（zh:林秀幸, 吳叡人主編，經濟民主連合，2020）
- 『照破：太陽花運動的振幅、縱深與視域』（zh:林秀幸主編，左岸文化，2016）
- 『存在交涉：日治時期的臺灣哲學』（zh:洪子偉主編，zh:聯經出版，2016）
- 『族群、民族與現代國家：經驗與理論的反思』（zh:蕭阿勤、zh:汪宏倫主編，zh:中央研究院社會學研究所，2016）
- 『文明的呼喚：尋找兩岸和平之路』（左岸文化，2012）
- 『中心到邊陲的重軌與分軌：日本帝國與臺灣文學、文化研究(中)』（zh:吳佩珍主編，zh:國立臺灣大學出版中心，2012）

### 翻訳書
- 『想像の共同体』(中国語版) (ベネディクト・アンダーソン) [12]